# Communication chez les oiseaux
 (décembre 2022).

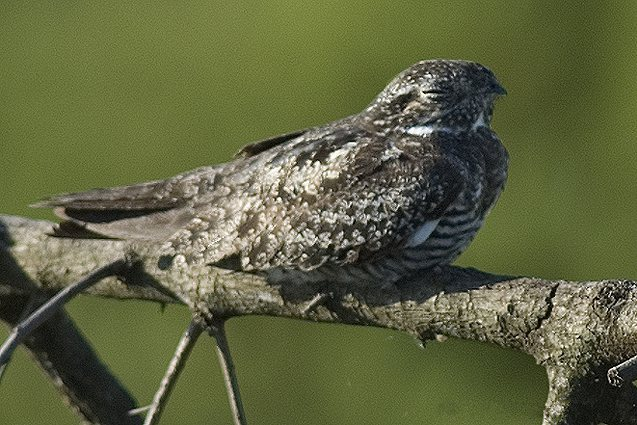
L’Engoulevent d'Amérique (Chordeiles minor) est une espèce d'oiseaux vocalisant davantage sous la lumière de la Lune.

La communication chez les oiseaux s'effectue majoritairement par les sons : soit par des chants ou des cris. Ceux-ci vont être utilisés dans le but d’avertir d’un danger, réclamer de la nourriture et surtout durant la reproduction pour attirer un partenaire et défendre son territoire. Certains éléments du cerveau aviaire qui modulent le chant sont influencés par la quantité de lumière. La lumière peut provenir de plusieurs sources différentes, qu'elles soient naturelles (Soleil et Lune) ou artificielles.

## Effet de la Lune sur la communication aviaire
Les phases de la Lune, agissant en tant que source lumineuse en absence du Soleil, ont un effet sur la communication des oiseaux diurnes et nocturnes. 

### Intensité lumineuse de la Lune
La Lune est le seul satellite naturel de la Terre. Au cours de sa rotation autour de la terre, l’angle du satellite par rapport à la Terre et le Soleil change et les différentes phases lunaires sont déterminées en fonction des angles qu’elle forme avec notre étoile et notre planète. La lumière du Soleil réfléchissant sur la Lune engendre de la lumière qui peut être perçue à l'œil nu de notre planète. Cependant, pour un observateur situé à un endroit fixe sur le globe, la surface éclairée par la Lune ne sera pas toujours la même, créant ainsi les phases lunaires. La Lune ne possède pas toujours la même luminosité selon la phase.

### Oiseaux diurnes
Il a été démontré que les oiseaux diurnes chantant à l’aube pouvaient devancer le début de ce chant jusqu’à 10 minutes plus tôt lors d’une pleine lune comparativement à une nouvelle lune. L’intensité lumineuse produite par la Lune semble être le facteur principal influençant certains de ces changements de comportements chez les oiseaux diurnes. La lumière de la Lune permettrait une meilleure communication visuelle entre les mâles et les femelles. Elle permettrait aussi aux mâles de combiner des signaux visuels, rendus visibles par la Lune, à leur chant nocturnes pour augmenter l'efficacité de leurs signaux de communication. Ces comportements sont toutefois associés à l’intensité lumineuse plutôt qu’à une véritable rythmicité ou une horloge provenant de l’oiseau lui-même.

### Oiseaux nocturnes
La communication des oiseaux nocturnes semble avoir été plus souvent associée à l’intensité lumineuse selon les articles traitant du sujet. Alors que certains communiquent davantage lors des pleines lunes, utilisant la lumière de la Lune à leur avantage pour combiner des signaux visuels à leur chant, d’autres le font plus lors de la nouvelle ou lors du premier quartier, lorsque d’autres se font beaucoup plus discrets sous la lumière de la Lune. Or, le degré d’activité de communication des oiseaux nocturnes en fonction de l’intensité lumineuse de la Lune semble dépendre de l’écologie de l’espèce qui est observée. Il n’est donc pas possible de généraliser une tendance du comportement chez toutes les espèces.
Par exemple, des oiseaux comme les engoulevents vocalisent plus sous la lumière de la Lune probablement parce que cette intensité lumineuse allonge le temps qu’ils disposent pour leurs activités. Que ce soit pour se reproduire, se déplacer plus facilement et ainsi mieux défendre leur territoire, mieux repérer leur proie ou s’enfuir de leurs prédateurs, toutes ces activités demandent une communication,. L’intensité lumineuse étant plus forte lors des pleines lunes, il est donc possible d’entendre une augmentation de la communication de cet oiseau nocturne dû à leurs activités qui se voient facilitées.
Une augmentation de la communication des oiseaux nocturnes ayant été observée en fonction de l’intensité lumineuse de la Lune, il n’est pas surprenant que des rythmicités journalières et saisonnières ont aussi été démontrées chez certains de ces oiseaux. C’est le cas de la Chouette hulotte chez qui une périodicité dans la communication des mâles a été prouvée. Le moment de la nuit, soit au début ou à la fin, influence le temps entre chaque type de chant d’un individu mâle. Plus précisément, au début de la nuit, 18 secondes passent entre la fin d’un chant et le début d’un autre. À la fin de la nuit, cet intervalle de temps est de 26 secondes. Le même patron est observé dépendamment la saison. L’intervalle de temps est plus court au printemps et plus long l’été. Comme il a été démontré que la mélatonine joue un rôle dans la rythmicité circadienne des chants d’autres espèces d’oiseaux, il est hypothétique que cette même molécule ait une importance dans la rythmicité du chant de cette chouette.

### Rôle de la mélatonine

Structure de la mélatonine (N-acetyl-5-methoxytryptamine).

L’horloge circadienne des oiseaux se compose d’un système complexe mettant en relation la glande pinéale, la rétine et les homologues aviaires des noyaux suprachiasmatiques (SNC). D’un point de vue moléculaire, les gènes impliqués dans l’horloge aviaire sont généralement des gènes orthologues à ceux des mammifères et des insectes,. L'expression des gènes suit une rythmicité grâce à l’existence d’une boucle de rétroaction négative. En effet, clock et bmal1 dimérisent dans le cytoplasme pour ensuite pénétrer dans le noyau afin d’activer la transcription de period 2 (per2), period 3 (per3), cryptochrome 1 (cry1), et cryptochrome 2(cry2) qui vont inhiber la transcription de clock et bmal1 .
D’un point de vue systémique, la glande pinéale et la rétine permettent la sécrétion de façon rythmique de la mélatonine. La mélatonine est une hormone synthétisée par l’ensemble des vertébrés. Sa synthèse atteint un maximum durant la nuit engendrant ainsi un transfert d’information de “noirceur” et sa synthèse est inhibée par la lumière. Elle est impliquée dans la régulation du cycle éveil/sommeil et d’autres rythmes circadiens ou infradiens,. On la retrouve même dans des bactéries, champignons et des invertébrés. Cette molécule (N-acetyl-5-methoxytryptamine) est un indolamine possédant deux groupes fonctionnels lui permettant de présenter une spécificité pour certains récepteurs et un comportement amphiphile lui permettant d’entrer dans toutes les cellules du corps.
Chez les oiseaux, deux structures sont associées aux noyaux suprachiasmatiques, soit les noyaux suprachiasmatiques médiaux (mSNC) et les noyaux suprachiasmatiques visuels (vSNC). La libération de mélatonine synchronisée avec les cycles lumière/noirceur inhibe l’activité de mSNC et vSNC et la diminution de mélatonine augmente l’activité du SNC. L’activité du SNC permet la production de mélatonine via la synthèse de norépinéphrine.
L’horloge biologique chez les oiseaux a un effet sur le moment de la production et l'apprentissage des chants chez les oiseaux. La production de champ est possible grâce à un système complexe de différentes structures dans le cerveau. Parmi ces structures, les noyaux de contrôle du chant HVC, RA, Aire X et lMAN des moineaux domestiques, des diamants mandarins et des étourneaux, expriment des récepteurs de haute affinité pour la mélatonine,,, suscitant un possible lien entre l’horloge circadienne et le comportement de chant. L'ablation de la glande pinéale, engendre une perte de rythmicité dans les comportements de chants. En réinjectant artificiellement de la mélatonine à un certain rythme, les comportements de chants étaient rétablis. La mélatonine possède aussi un effet sur la grosseur des noyaux de contrôle de chant chez les moineaux. En effet, une étude de Casson et al. (2008) a démontré que l’exposition plus longue des noyaux à la mélatonine engendre des HVC et RA de faible volume alors que les noyaux exposés moins de temps à la mélatonine exhibent des noyaux plus gros. La mélatonine directement associée à la luminosité dans l’environnement semble donc vraisemblablement jouer un rôle de premier plan dans la communication chez les oiseaux.